# Пратильоне
Пратильо̀не (на италиански: Pratiglione; на пиемонтски: Prajon, Прайон) е село и община в Метрополен град Торино, регион Пиемонт, Северна Италия. Разположено е на 611 m надморска височина. Към 1 януари 2020 г. населението на общината е 481, от които 43 са чужди граждани.